# Episodi di Krypton (seconda stagione)
La seconda e ultima stagione della serie televisiva Krypton, composta da 10 episodi, verrà trasmessa negli Stati Uniti dal 12 giugno al 14 agosto 2019 su Syfy.
In Italia, andrà in onda su Premium Action dal 23 ottobre al 25 dicembre 2019.
| n° | Titolo originale        | Titolo italiano       | Prima TV USA   | Prima TV Italia  |
| -- | ----------------------- | --------------------- | -------------- | ---------------- |
| 1  | Light-Years from Home   | Anni luce da casa     | 12 giugno 2019 | 23 ottobre 2019  |
| 2  | Ghost in the Fire       | Un fantasma nel fuoco | 19 giugno 2019 | 30 ottobre 2019  |
| 3  | Will to Power           | Voglia di potere      | 26 giugno 2019 | 6 novembre 2019  |
| 4  | Danger Close            | Pericolo di contatto  | 3 luglio 2019  | 13 novembre 2019 |
| 5  | A Better Yesterday      | Un passato migliore   | 10 luglio 2019 | 20 novembre 2019 |
| 6  | In Zod We Trust         | Crediamo in Zod       | 17 luglio 2019 | 27 novembre 2019 |
| 7  | Zods And Monsters       | Zod e i mostri        | 24 luglio 2019 | 4 dicembre 2019  |
| 8  | Mercy                   | Pietà nera            | 31 luglio 2019 | 11 dicembre 2019 |
| 9  | Blood Moon              | Luna di sangue        | 7 agosto 2019  | 18 dicembre 2019 |
| 10 | The Alpha and The Omega | Alfa e Omega          | 14 agosto 2019 | 25 dicembre 2019 |